# Liz McColgan
Liz McColgan (f. Lynch) MBE, född den 24 mars 1964, är en skotsk före detta friidrottare som under 1980-talet och 1990-talet tävlade i långdistanslöpning.
McColgan slog igenom vid Samväldesspelen 1986 där hon vann guld på 10 000 meter. Året därpå sprang hon 10 000 meter vid olympiska sommarspelen 1988 i Seoul där hon slutade på en andra plats, slagen av sovjetiskan Olga Bondarenko. Vid Samväldesspelen 1990 försvarade hon sitt guld när hon vann 10 000 meter, dessutom slutade hon på tredje plats på 3 000 meter. 
Hennes främsta merit är från världsmästerskapet 1991 i Tokyo där hon var fullständigt överlägsen och vann 10 000 meter med nästan 20 sekunders marginal. Samma år vann hon även New York City Marathon. 
McColgan deltog även vid olympiska sommarspelen 1992 där hon slutade på femte plats på 10 000 meter. Vid VM 1995 slutade hon på en sjätte plats. Hennes sista stora mästerskap var olympiska sommarspelen 1996 där hon tävlade i maraton och slutade på en 16:e plats. Samma år hade hon även vunnit London Marathon.